# Yeovilton
Yeovilton is een civil parish in het bestuurlijke gebied South Somerset, in het Engelse graafschap Somerset met 1226 inwoners.